# Julie Kavanagh
Pour les articles homonymes, voir Kavanagh.
Julie Kavanagh, née le 10 juillet 1952 à Johannesburg (Afrique du Sud), est une écrivain et journaliste sud-africaine naturalisée britannique.

## Biographie
Après avoir passé son enfance au Cap, Kavanagh déménage à Londres pour étudier la danse à la Royal Ballet School, mais doit abandonner sa carrière de danseuse en raison d'une blessure. Elle travaille pour British Vogue ainsi qu'en tant que rédactrice en chef du magazine de mode Women's Wear Daily. En 1977, elle s'inscrit à l'Université d'Oxford, où elle est diplômée en littérature anglaise. Au cours des dix années suivantes, elle travaille comme chef de département de Harper's Bazaar et comme critique de danse pour le Spectator. Sous la direction de Tina Brown, elle est également rédactrice au Vanity Fair de Londres et écrit également des articles de critiques pour The Economist.
En 1997, Pantheon Books publie son premier livre, une biographie de Frederick Ashton (Secret Muses. The Life of Frederick Ashton), suivie d'une biographie remarquée de Rudolf Noureev en 2008. L'autobiographie de Kavanagh est adaptée par David Hare pour le film The White Crow (Noureev, 2019) de Ralph Fiennes. En 2015, sa troisième biographie, celle de la courtisane Marie Duplessis (La Fille qui aimait les camélias, The Girl Who Loved Camelias. The Life and Legend of Marie Duplessis, 2013), lui vaut le prix littéraire Giovanni Comisso de la meilleure biographie.

### Vie privée
Après une relation de trois ans avec le romancier Martin Amis, Kavanagh épouse l'ancien danseur du Royal Ballet Ross MacGibbon avec qui elle a deux enfants, Joe et Alfred (Alfie). Elle est aussi la demi-sœur de Pat Kavanagh, un agent littéraire et la femme du romancier Julian Barnes.